# Taumatawhakatangihangakoauauotamateaturipukakapikimaungahoronukupokaiwhenuakitanatahu
Taumatawhakatangihangakoauauotamateaturipukakapikimaungahoronukupokaiwhenuakitanatahu ou Taumatawhakatangihangakoauauotamateapokaiwhenuakitanatahu («pronúncia»), é o nome maori para uma colina de 305 metros de altura próxima a Porangahau, sul de Waipukurau na região meridional da Baía de Hawke, Nova Zelândia. O nome é frequentemente abreviado para Taumata pelos locais, para facilitar a conversação. É considerado o mais longo nome relacionado a uma localização geográfica do mundo, de acordo com o Guinness World Records.

## Significado
O nome escrito na placa que assinala a colina é Taumatawhakatangihangakoauauotamateaturipukakapikimaungahoronukupokaiwhenuakitanatahu, o que, numa tradução literal seria algo como A testa [ou cume] da colina [ou lugar], onde Tamatea, o homem de joelhos grandes, que desceu, escalou e engoliu montanhas, [para viajar pela terra], que é conhecido como comedor de terra, tocou flauta nasal para sua amada. Ele é famoso por conter 82 letras.